# Iglesia de Santa Cristina (Parma)
La iglesia de Santa Cristina es un lugar de culto católico con formas barrocas, situado en Strada della Repubblica 23 en Parma, en la provincia y diócesis de Parma.

## Historia
La iglesia original de Santa Cristina se remonta al menos al siglo X y a principios de la Edad Media marcaba el límite oriental de Parma (la iglesia también dio nombre a una de las puertas de la ciudad, la que se abría a la Vía Emilia hacia Reggio). El ábside del edificio estaba orientado al este y la fachada daba a la actual Piazza Garibaldi.A petición de la duquesa Margherita Aldobrandini, viuda de Ranuccio I Farnese, el papa Urbano VIII Barberini, con bula fechada el 22 de enero de 1629, confió la iglesia de Santa Cristina y otros edificios cercanos a la orden de los Clérigos Regulares Teatinos, que gobernaron la iglesia hasta 1805.
A partir de 1649 los Padres Teatinos reconstruyeron completamente la iglesia y el convento anexo.
Para la construcción de la iglesia se recuperó el proyecto arquitectónico elaborado por el clérigo teatino napolitano Pietro Caracciolo para la iglesia de San Vincenzo en Piacenza. Las obras finalizaron en 1662.

## Descripción
El edificio consta de tres naves divididas por pilares con capiteles jónicos, con cuatro capillas a cada lado, delante de cada una de las cuales se abre una pequeña cúpula semiesférica. Por falta de fondos, la fachada quedó inacabada y la zona del ábside no se construyó (sustituida por una pintura ilusionista).La decoración al fresco de toda la iglesia fue confiada, para las figuras, al pintor florentino Filippo Maria Galletti, clérigo teatino, que ya había realizado pinturas para otras iglesias de su orden (Sant'Irene en Lecce, Santi Michele e Gaetano en Florencia, Madonna delle Grazie en Livorno); 1714. Las cuadraturas y los trampantojos fueron realizados por Alessandro Baratta de Parma (1639-1714).

Los retablos son, en su mayor parte, obra de Giovanni Battista Venanzi de Pesaro.

### Altar mayor

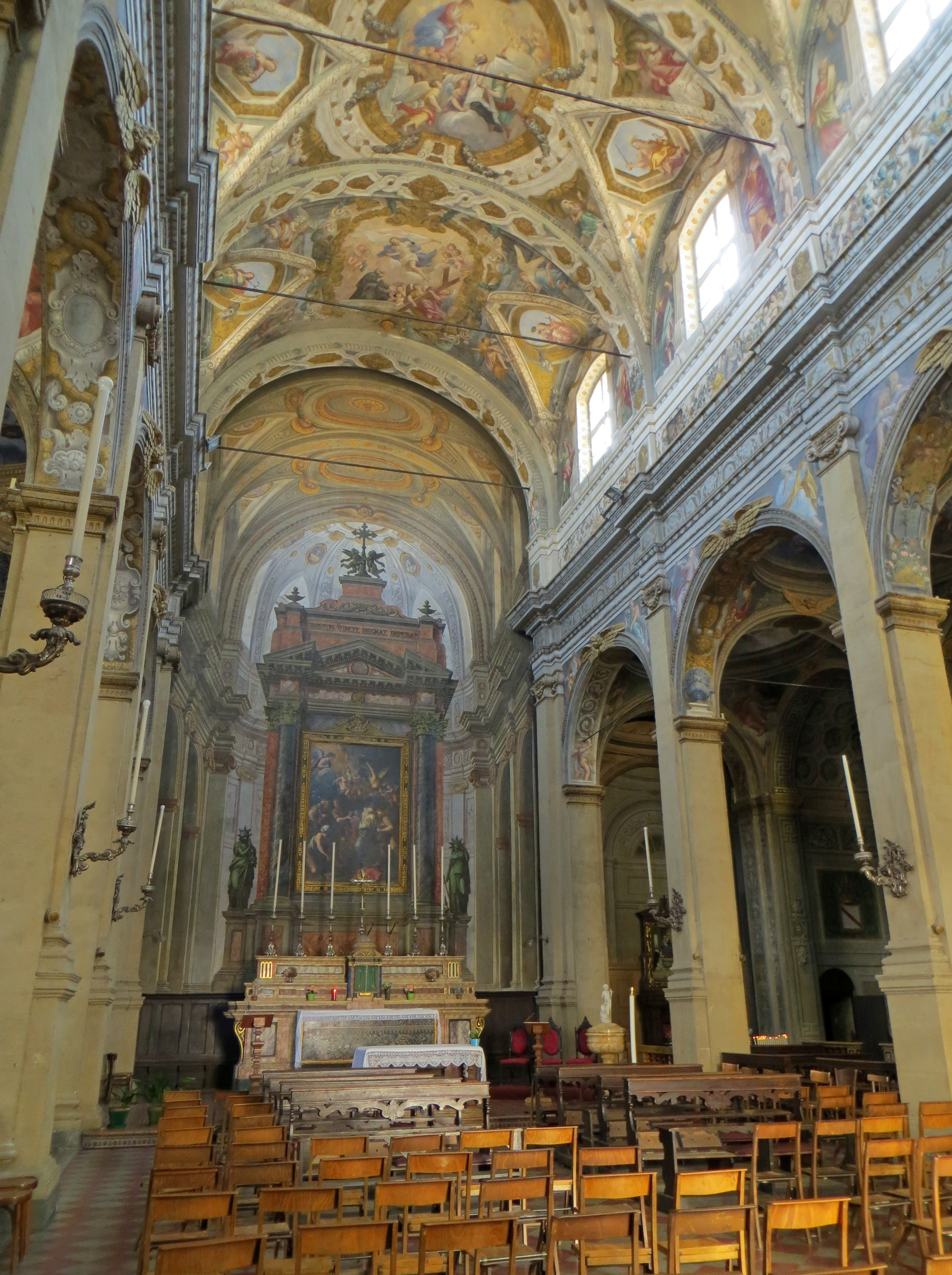
Nave central

El altar está hecho de madera dorada y pintada para asemejar mármol falso.
En la pared plana del fondo, originalmente decorada por Baratta, está pintada una perspectiva arquitectónica que crea la ilusión de profundidad espacial; El dosel monumental también está pintado y enmarca el retablo (óleo sobre lienzo) de Venanzi que representa el martirio de Santa Cristina (el cuadro muestra a Cristina con el cuerpo ya atravesado por las flechas, mientras los ángeles llevan su alma al cielo).
La pared del fondo fue repintada en 1849 por el pintor Giacomo Giacopelli.

### Decoración pictórica

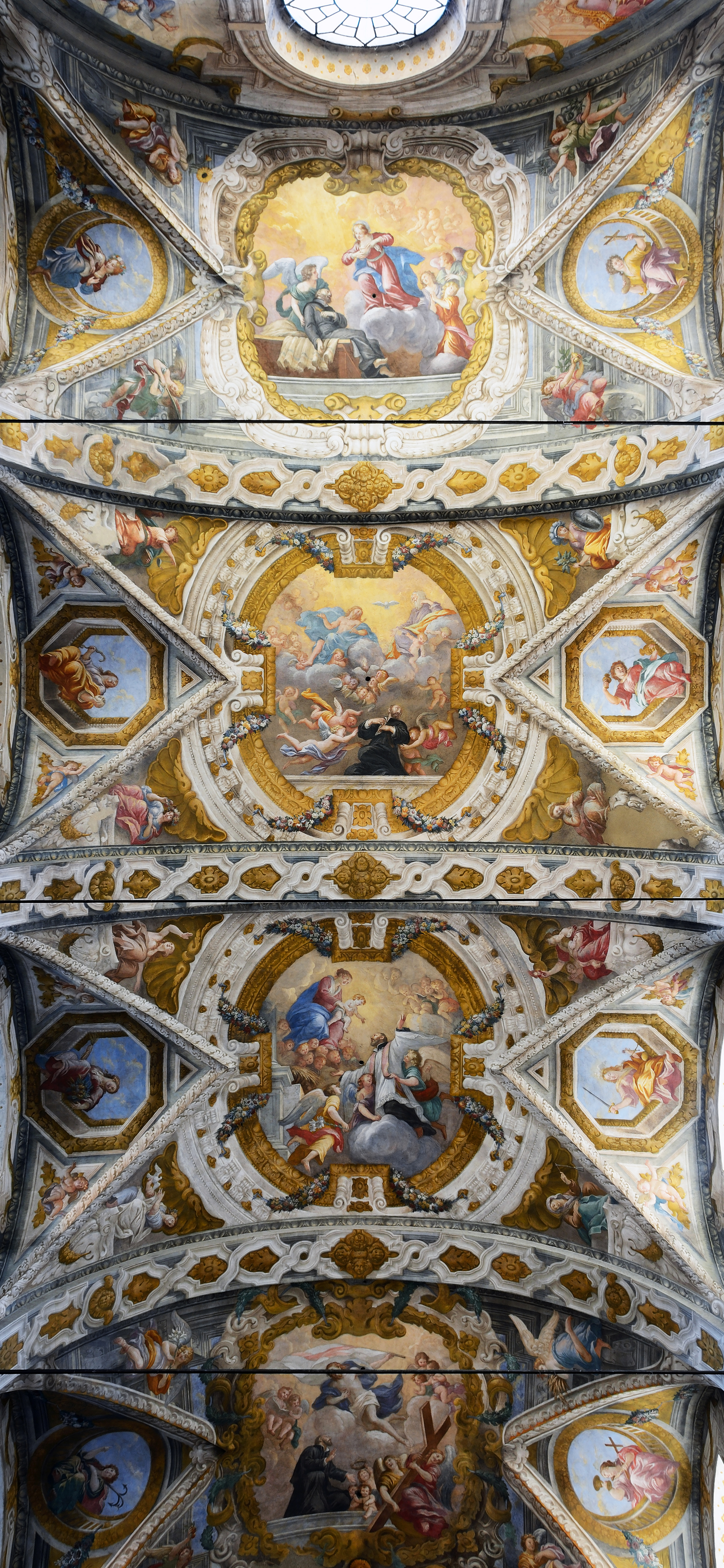
Frescos del techo

La bóveda de la nave central está decorada con cuatro medallones con escenas de éxtasis de San Cayetano de Thiene, fundador de los Teatinos; Cada medallón está flanqueado por dos alegorías de las Virtudes (desde la fachada hasta el presbiterio: la Virgen se aparece a San Cayetano moribundo, entre la Humildad y la Fe ; San Cayetano presentado por los ángeles a la Trinidad, entre la Obediencia y la Templanza ; la aparición de la Virgen con el Niño a San Cayetano durante su primera Misa, entre la Providencia y la Justicia ; San Cayetano contempla los signos de la Pasión de Jesús, entre la Esperanza y la Caridad).
En los muros laterales, a los lados de las ventanas que iluminan la nave central, están las figuras de los apóstoles y evangelistas y más abajo, a los lados de los arcos, las de los profetas.

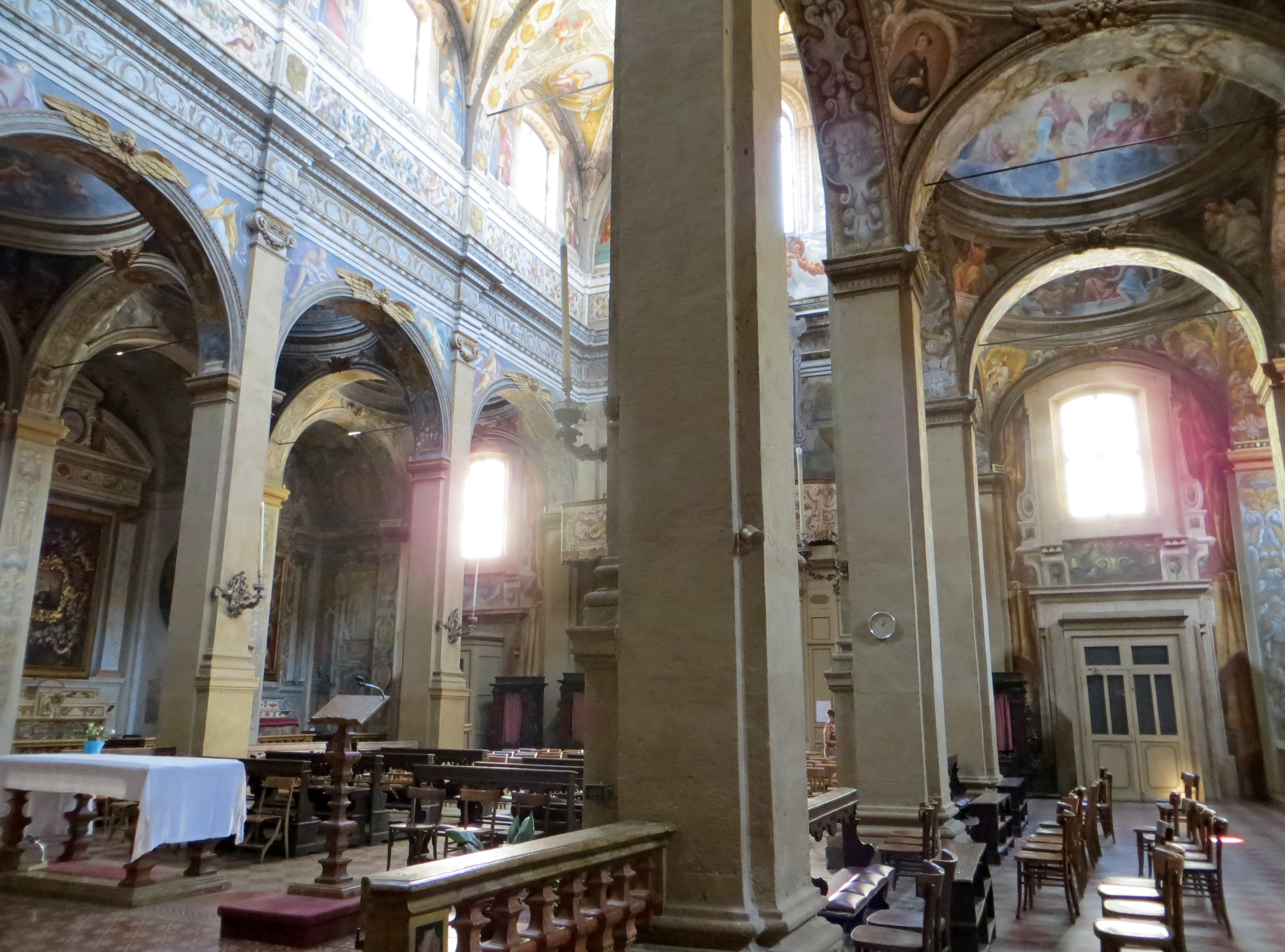
Naves

En la contrafachada, a los lados del gran ventanal, están pintadas la escena de la aprobación de los Clérigos Regulares Teatinos por el Papa Clemente VII (a la izquierda) y la de un milagro de San Cayetano. Bajo el gran ventanal se encuentra el escudo del sacerdote teatino Gaetano Garimberti, obispo de Borgo San Donnino, antiguo superior del convento de Santa Cristina y benefactor de la iglesia.

### Capillas laterales
De Venanzi son los retablos con los santos teatinos Gaetano y Andrea Avellino (en la actual capilla del Santísimo Sacramento ), así como los de San Antonio de Padua y con la Inmaculada Concepción y santos.
Entre las otras pinturas: un San Nicolás, realizado por un pintor del círculo de Lionello Spada, un Deposición de Donnino Pozzi  y el Tránsito de San José con el Beato Paolo Burali, realizado en 1722 por Francesco Nassi.

### Órgano de tubos
A la puerta central se añadió el coro en 1720, con el órgano construido en 1764 por Antonio Poncini Negri, dañado en los bombardeos de 1944 y restaurado en 1983 por la compañía Tamburini de Asciano.
El instrumento, de transmisión mecánica, dispone de un único teclado con una primera octava tocada y una pedalera con un atril tocado constantemente conectado al manual.